# Plebejus vareai
Plebejus vareai är en fjärilsart som beskrevs av Ramon Agenjo Cecilia 1965. Plebejus vareai ingår i släktet Plebejus och familjen juvelvingar. Inga underarter finns listade i Catalogue of Life.